# Kommission für verborgene Gräberfelder

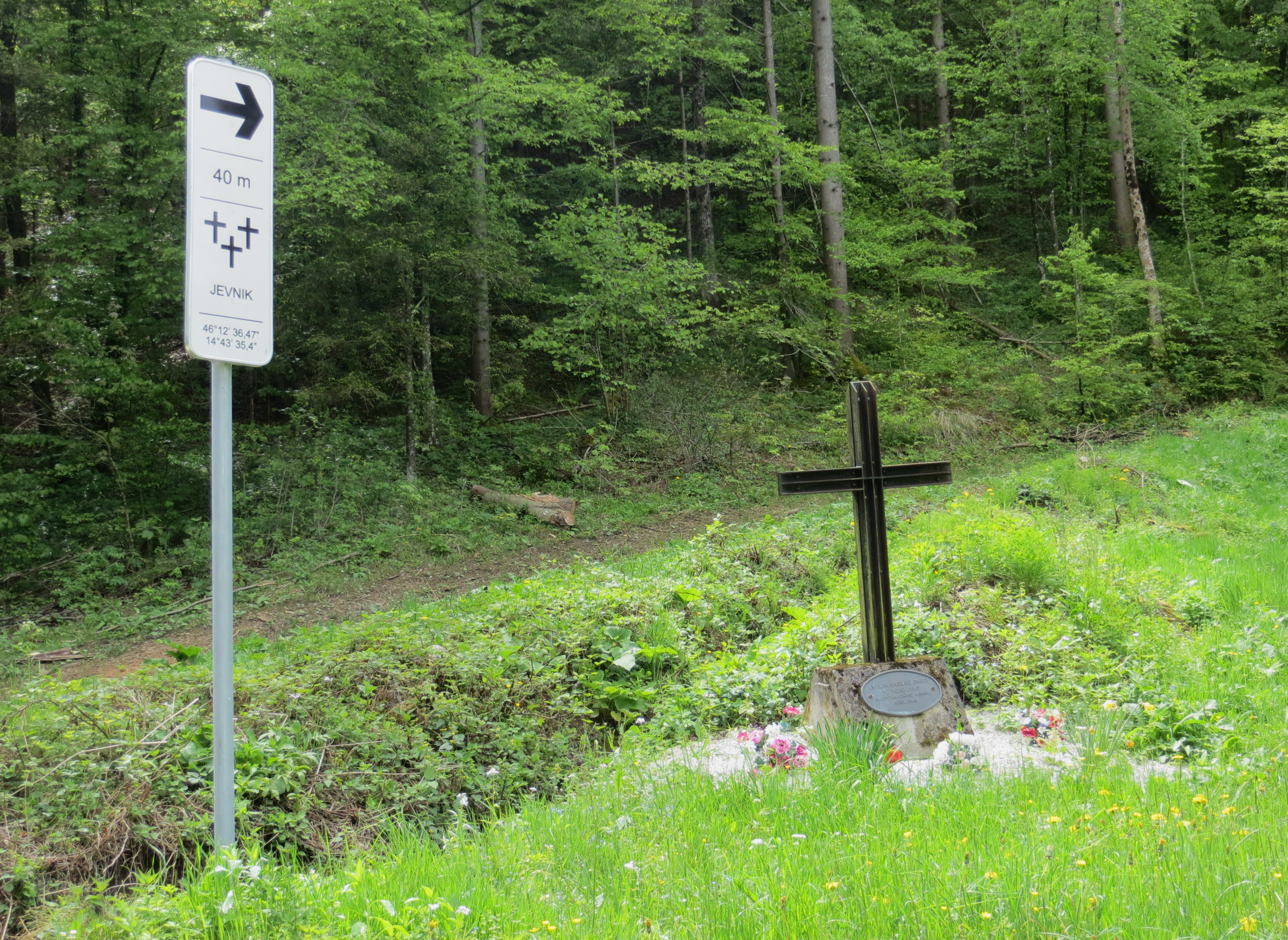
Hinweis auf ein Massengrab in der slowenischen Gemeinde Kamnik

Die Kommission für verborgene Gräberfelder (slowenisch: Komisija za reševanje vprašanj prikritih grobišč) war eine von 2005 bis 2008 arbeitende Kommission der slowenischen Regierung. Ihre Aufgabe war es, Massengräber aus dem Zweiten Weltkrieg und der unmittelbaren Nachkriegszeit zu finden und zu dokumentieren. 
Mit Ablauf der Legislaturperiode der achten slowenischen Regierung nach der Unabhängigkeit beendete die Kommission ihre Arbeit.

## Aufträge
- Überwachung der Registrierung von Massengräbern für Massaker- und Revolutionsopfer aus der Zeit während und nach dem Zweiten Weltkrieg auf dem Gebiet der Republik Slowenien.
- Ausarbeitung eines konkreten Tätigkeitsprogramms für den ordnungsgemäßen Schutz und die Pflege dieser Gräber
- Abgabe von Stellungnahmen zu Fragen im Zusammenhang mit bestehenden und neu entdeckten Gräbern und Massengräbern
- Beteiligung am Verfahren zur Erlangung einer konzeptionellen Lösung für die Kennzeichnung dieser Grabstätten in Slowenien
- Laufende Überwachung der Entwicklung von Gedenkstätten, zu, Beispiel im Kočevski Rog
- Unterbreitung von Vorschlägen und Initiativen an die Regierung der Republik Slowenien bezüglich der Regelung und des Gedenkens an die Grabstätten.[1]

## Arbeitsergebnisse

### Register der verborgenen Gräber
siehe Hauptartikel: Massengräber in Slowenien (Zusammenstellung der bis 2009 gefundenen Standorte)
Im Jahr 2009 wurde ein durch Mitja Ferenc erarbeitetes Register der Standorte entdeckter Massengräber veröffentlicht, das in Form einer interaktiven Karte bei Geopedia verfügbar ist und den Nationalitätsbezug der Grabstätten mit anzeigt.

### Kommissionsbericht
Die Kommission legte der slowenischen Regierung im Oktober 2009 ihren Bericht vor. 
Die Dokumentation wurde für den Rechenschaftsbericht der Europäischen öffentlichen Anhörung zu den von totalitären Regimen begangenen Verbrechen vom 8. April 2008 verwendet, der von der slowenischen Präsidentschaft des Rates der Europäischen Union (Januar–Juni 2008) und der Europäischen Kommission organisiert wurde. Diese Anhörung war eine der vorbereitenden Maßnahmen für die  Entschließung des Europäischen Parlaments zum Gewissen Europas und zum Totalitarismus vom 2. April 2009.

## Kommissionsmitglieder
- Jože Dežman, Vorsitzender (Direktor des Museum für neuere Geschichte Sloweniens)
- Miha Movrin (Ministerium der Justiz der Republik Slowenien)
- Metka Černelč (Ministerium für Umwelt und Raumplanung der Republik Slowenien)
- Majda Pučnik Rudl (Stadtbezirk Ljubljana-Šiška)
- Ludvik Puklavec (Verband der Gesellschaften zwangsmobilisierten Slowenen in der deutschen Wehrmacht 1941-1945)[4][5]
- Davorin Mozetič
- Marko Štrovs (Staatssekretär, Ministerium für Arbeit, Familie und soziale Angelegenheiten der Republik Slowenien)
- Janez Črnej[6]
- Blaž Kujundžič (Statistisches Amt der Republik Slowenien)
- Andrej Vovko (Wissenschaftliches Forschungszentrum der Slowenischen Akademie der Wissenschaften und Künste)
- Nataša Kokol Car (Finanzministerium der Republik Slowenien)
- Pavel Jamnik (Innenministerium der Republik Slowenien)[7]
- Davorin Vuga (Ministerium für Kultur der Republik Slowenien)
- Milan Sagadin (Institut für den Schutz des kulturellen Erbes Sloweniens ZVKDS[8])
- Jožef Bernik[9]